# Székelybere
Székelybere (1899-ig Bere, románul Bereni) falu Romániában, Erdélyben, Maros megyében.

## Fekvése
A falu Nyárádszeredától 6 km-re, a Nyárád vízgyűjtő területéhez tartozó Nagyrét-, Kendő-, Sugó- és Cigány-patakok találkozásánál, a Bekecs-hegy délnyugati lábánál fekszik.

## Története

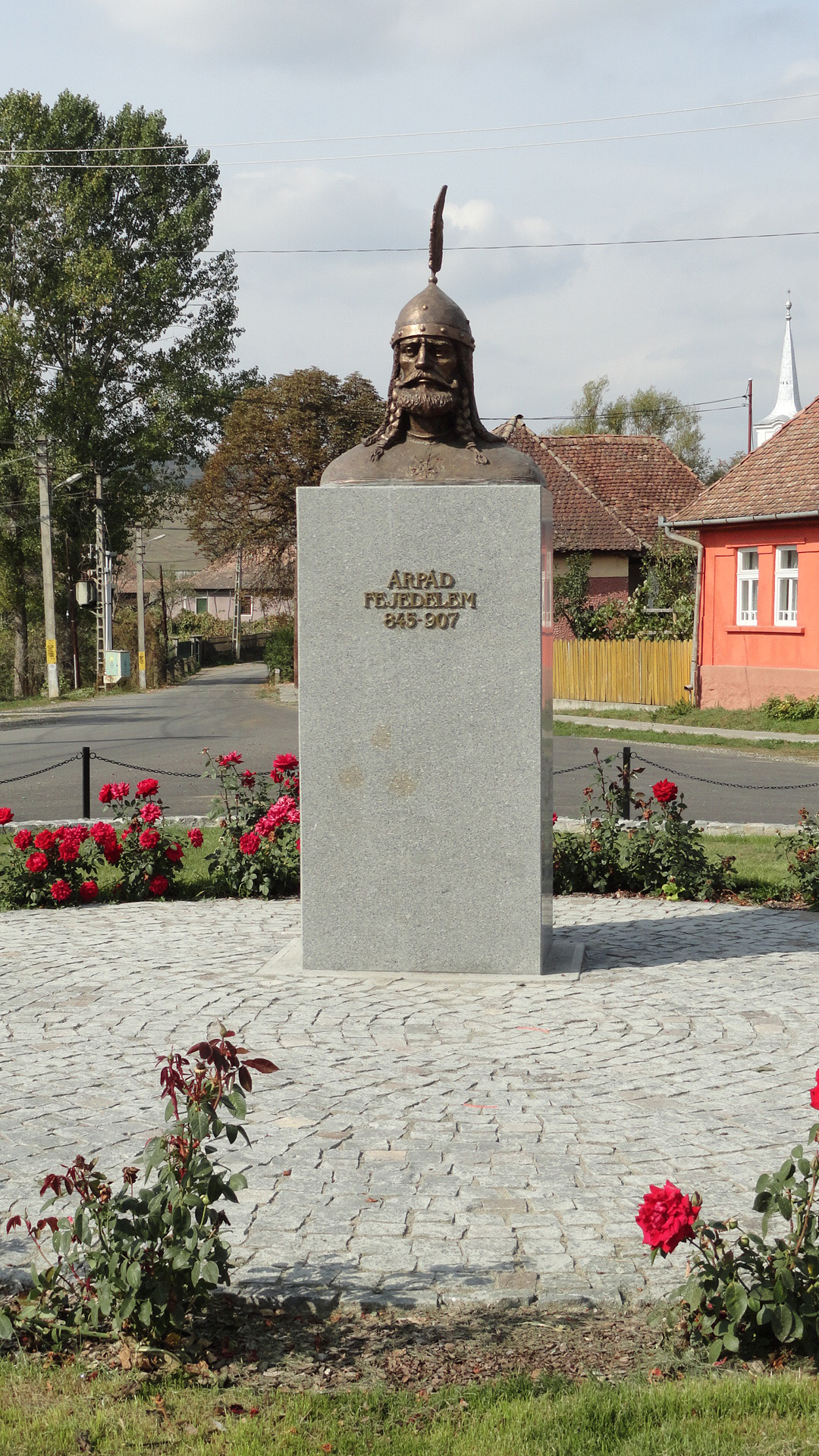
Árpád fejedelem szobra a falu központjában

Az 1567-es egyházi összeírásban a falu 9 kapuval szerepelt.
A trianoni békeszerződésig Maros-Torda vármegye Nyárádszeredai járásához tartozott. 2004-ig Nyárádmagyarós község része volt, azóta önálló község.

## Népessége
1910-ben még 456, túlnyomórészt magyar lakosa volt.
1992-ben 205 lakosa többségben református magyar volt.
A 2002-es népszámláláskor 251 lakosa közül 203 fő (80,9%) magyar, 43 (17,1%) cigány és 5 (2,0%) román volt.

## Nevezetességei
- Református temploma 1842-ben épült.
- Árpád fejedelem szobra (Gyarmathy János alkotása)